# Leonardo Villalba
Leonardo Enrique Villalba (Buenos Aires, 29 de novembro de 1994), conhecido por Leonardo Villalba, é um futebolista argentino que joga como meia. Atualmente joga pelo Vélez Sársfield.

## Carreira
Villalba começou a sua carreira nas categorias de base do Vélez Sársfield. Foi incorporado ao time profissional por Ricardo Gareca. Estreou oficialmente em 11 de maio de 2013, no empate de 0 a 0 com Arsenal de Sarandí.